# Tročany
Tročany jsou obec na Slovensku v okrese Bardejov. Žije zde 284 obyvatel, první písemná zmínka pochází z roku 1270. Nachází se zde římskokatolický kostel Štěpána Uherského z roku 1757 a dále pak dřevěný řeckokatolický chrám svatého Lukáše z roku 1739, který je národní kulturní památkou Slovenské republiky.